# Mauricio Soler
Juan Mauricio Soler Hernández (Ramiriqui, 14 januari 1983) is een Colombiaans voormalig wielrenner.
Soler was vooral sterk in de bergen of in rondes, al kon hij ook in de heuvels goed voor de dag komen. Op zijn palmares staan onder andere een ritzege en het bergklassement in de Ronde van Frankrijk. In Colombia wordt hij "El Lancero" genoemd, oftewel de vuurpijl. Dit vanwege zijn vlijmscherpe demarrages waarbij meestal niemand zijn wiel kan houden.

## Biografie
Mauricio Soler reed vanaf 2006 in Europa, daarvoor was hij enkel actief in Zuid-Amerika.
In 2006 wist Soler het eindklassement en een etappe in de Omloop van Lotharingen te winnen. Een jaar later reed hij sterk in Milaan-Turijn door als tweede te eindigen, achter Danilo Di Luca.
In de Ronde van Frankrijk van 2007 brak hij door bij het grote publiek door als vierde te eindigen in de eerste bergrit, en de negende etappe te winnen. Na een solo van 47 kilometer bleef hij op de finish 38 seconden voor op de achtervolgende groep klassementsrenners. In diezelfde Tour won hij bovendien het bergklassement en werd hij tweede in het jongerenklassement. Bij Daags na de Tour in Boxmeer werd hij tweede.
Een jaar later kwam hij al in de eerste etappe de Ronde van Frankrijk ten val, waarbij hij een microfractuur in zijn pols opliep, en waardoor hij al vroeg in de ronde af moest stappen. Eerder dat jaar had hij wel goed gepresteerd in de Circuito de Combita in eigen land, waar hij een etappe en de eindrangschikking naar zijn hand zette, en in de Ronde van Castilië en León, waar hij tweede eindigde in een bergetappe, achter Alberto Contador, en ook in het eindklassement alleen de Spanjaard voor zich moest dulden.
In 2009 eindigde Soler als tweede in de Wielerweek van Lombardije, achter Daniele Pietropolli. In mei verscheen hij aan de start van de Ronde van Italië, maar net als de Tour 2008, kon hij ook deze ronde door een valpartij niet afmaken. In de zestiende etappe stapte hij af. Zijn ploeg Barloworld kreeg geen wildcard voor de Ronde van Frankrijk 2009. Soler reed in 2010 voor Caisse d'Epargne, de ploeg van Alejandro Valverde.
Sinds 2011 rijdt hij voor het Movistar team, de voortzetting van Caisse d'Epargne. Veel indrukwekkende resultaten kan hij in 2010 of in het voorjaar van 2011 niet voorleggen. Toch won hij op indrukwekkende wijze de 1e rit in lijn met aankomst bergop in de Ronde van Zwitserland en pakte daarbij ook de leiderstrui. In de zesde etappe van dezelfde ronde kwam hij zwaar ten val en liep daarbij een schedelbreuk op.
Op 18 juli 2012 maakte Soler bekend dat hij zijn carrière beëindigt, omdat hij als gevolg van zijn val in de Ronde van Zwitserland niet meer op niveau zou kunnen terugkeren als profrenner.

## Belangrijkste overwinningen
2005
- 14e etappe Ronde van Colombia

2006
- 2e etappe Omloop van Lotharingen
- Eindklassement Omloop van Lotharingen

2007
- 9e etappe Ronde van Frankrijk
- Bergklassement Ronde van Frankrijk
- 2e etappe Ronde van Burgos
- Eindklassement Ronde van Burgos

2011
- 2e etappe Ronde van Zwitserland

## Resultaten in voornaamste wedstrijden
| Jaar | Ronde van Italië | Ronde van Frankrijk | Ronde van Spanje |
| ---- | ---------------- | ------------------- | ---------------- |
| 2006 |                  |                     |                  |
| 2007 |                  | 10e (1)             |                  |
| 2008 | opgave           | opgave              |                  |
| 2009 | opgave           |                     |                  |
| 2010 |                  |                     |                  |
| 2011 |                  |                     |                  |

| Jaar | Milaan-San Remo | Luik-Bast.‑Luik | Ronde van Lombardije | Waalse Pijl | Parijs-Tours |
| ---- | --------------- | --------------- | -------------------- | ----------- | ------------ |
| 2006 | 125e            |                 |                      |             |              |
| 2007 |                 | 52e             |                      | 86e         |              |
| 2008 | 119e            | 21e             | 33e                  |             |              |
| 2009 |                 |                 |                      |             |              |
| 2010 |                 |                 |                      |             | 98e          |
| 2011 |                 |                 |                      |             |              |